# 400년

## 연호
- 동진(東晉) 융안(隆安) 4년
- 고구려(高句麗) 영락(永樂) 10년
- 후연(後燕) 장락(長樂) 2년
- 후진(後秦) 홍시(弘始) 2년
- 서진(西秦) 태초(太初) 13년
- 북위(北魏) 천흥(天興) 3년
- 후량(後凉) 함녕(咸寧) 2년
- 남량(南凉) 건화(建和) 원년
- 북량(北凉) 천새(天璽) 2년
- 남연(南燕) 건평(建平) 원년
- 서량(西凉) 경자(庚子) 원년

## 기년
- 동진(東晉) 안제(安帝) 4년
- 북위(北魏) 도무제(道武帝) 15년
- 신라(新羅) 내물 마립간(奈勿麻立干) 45년
- 고구려(高句麗) 광개토왕(廣開土王) 10년
- 백제(百濟) 아신왕(阿莘王) 9년

## 사건
고구려 광개토대왕이 5만 대군을 보내 백제, 가야, 왜의 연합군을 물리치고 신라를 내물 마립간과 고구려의 장군들이 구원하였다.